# Konzell
Konzell település Németországban, azon belül Bajorországban. Lakosainak száma 1869 fő (2023. december 31.).

## Népesség
A település népessége az elmúlt években az alábbi módon változott:
| Lakosok száma | 850  | 1347 | 1707 | 1751 | 1759 | 1765 | 1820 | 1755 | 1841 | 1869 |
|               | 1875 | 1950 | 1970 | 1987 | 2012 | 2013 | 2015 | 2017 | 2021 | 2023 |